# PLZ-45自行加榴炮
PLZ-45自行加榴炮(又名88式155毫米自行火炮)是中國制155毫米口径履带式自行火炮，由中国北方工業出资推出的外贸型号，采用45倍口径155毫米火炮。在研制过程中，由单炮研制向系统装备研制转变，武器系统实现自行化与信息化。亦为技术储备是为日後研制新的PLZ-05自行加榴炮的基础。

## 历史
1980年代正值中国军费压缩，支持经济建设的时期，军工部门开始转型，通过转向军品出口贸易获得订单，解决自身生存，也保持了研发经验，为解放軍亟欲升級自行火炮達到國際水準进行技术储备。1986年开始在奥地利引进的GHN45型155毫米牵引式火炮技术基础上研制外贸型155毫米自行火炮，进行战术技术指标和总体方案论证。由674廠設計，任命苏哲子为外贸155毫米自行加榴炮总设计师，黑龙江华安工业集团公司、和平机器制造厂、哈尔滨第一机器制造厂参与製造。
1988年第一门155毫米自行加榴炮样炮在北京第二届国际防务展上公开展示。1989年进行射击试验，在酒泉进行热区沙漠行驶试验，并对其进行改进。其后1995年对已有的武器系统进行了第二次重大改进。自1990年开始，相继研制配套营/连级指挥车、侦察车，侦校雷达，气象雷达和维修车辆等，同平台還改裝為PCZ-45彈藥支援車，最终1998年形成完整的营级建制武器系统。
最初原定1990年参与外国用户招标表演，因海湾战争爆发而中断。1994年外国用户重启招标采购，1995年8月与1996年5月分别在国外、国内试验场进行演示。至1997年底签订第一份订货合同，1999年开始交付。2000年11月2日完成外贸鉴定产品定型。
该炮凭借性能與成本的优势，在与美國M109、南非G6等自行火炮产品的竞争中中标，1990年代末至21世纪初打入科威特和沙特阿拉伯等市場。

## 设计
PLZ-45是与当时中国人民解放军装备的83式152毫米自行加榴炮不同的新型6对负重轮履带式底盘，钢质焊接车体防护可防轻武器、榴弹破片。使用德国道依茨许可证引进的BF12L513C风冷增压中冷柴油机，采用带助力操纵的机械双流传动系统，两侧履带可以反向运动实现原地转向。火炮重新设计反后坐装置，调整原炮最大后坐长度。车内载30发弹药，采用半自动装填机构，最大射速5发/分钟。配套弹药车携带90发弹药。
根据外国用户在采购合同附件的改进项目中提出＂改进系统内各种车辆的修饰＂的要求，PLZ-45研制过程中引入工业设计，对人机工程和内外装饰进行改进。 为保证在高温环境下作战特别添加了空调设备。
PLZ-45改进型应国外用户要求将原采用的风冷发动机改为德国道依茨TCD2015V08水冷发动机。
该炮有火炮身管52倍口径的升级型号。
PLZ-45自行火炮营标准编制配属车辆包括：
- PLZ-45自行火炮
- PCZ-45弹药车：PLZ-45底盘
- ZCY-45营指挥车：85式履带装甲指挥车底盘
- ZCL-45连指挥车：85式履带装甲指挥车底盘
- GCL-45前沿观测车：85式履带装甲指挥车底盘
- 702-D 气象雷达车
- 704-1 弹道定位雷达车
- W653A工程抢救车：84式装甲抢修车底盘改装
- CXJ-45机械维修车
- CXD-45机电维修车
- CXB-45备料车

## 使用國
- 中國 - 少量用于测试。

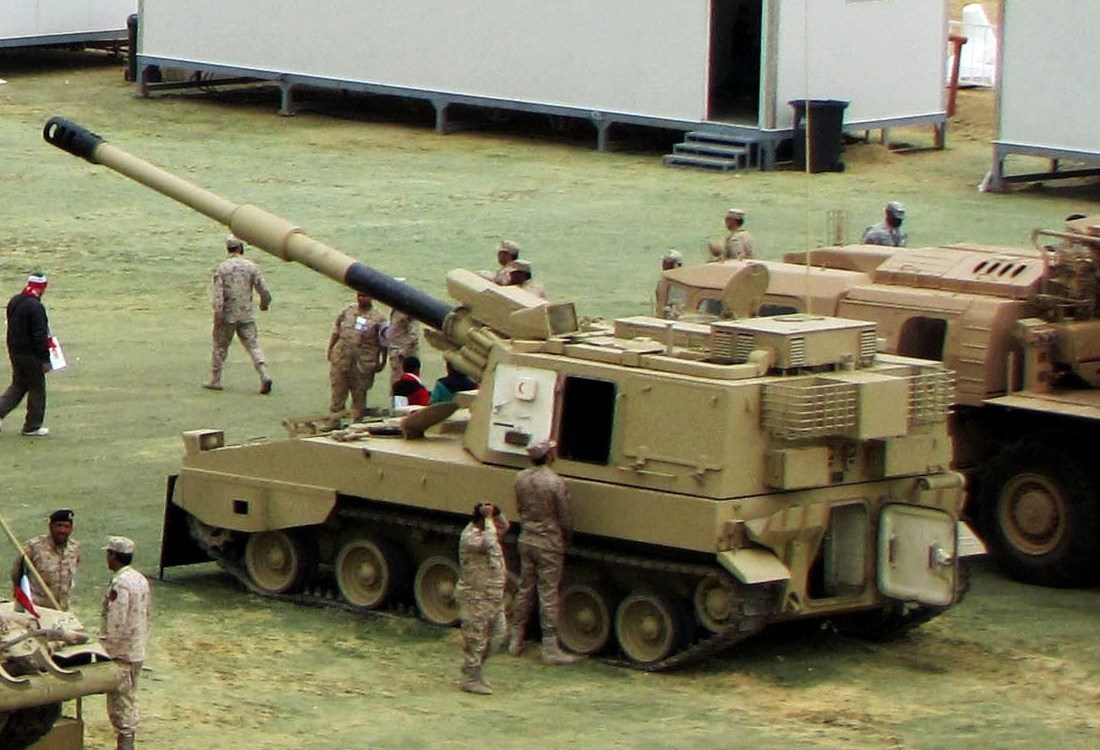
科威特PLZ-45自行火炮

- 科威特 - 分别于1997年及2001年订购，装备3个炮兵营54门炮
- 沙烏地阿拉伯 - 装备3个炮兵营
- 阿尔及利亚 - 54门

### 訂購
- 巴基斯坦

## 參看
- PzH2000自行榴彈砲
- PLZ-05自行加榴炮